# Gabriel Vargas (artista)
Gabriel Vargas Bernal (Tulancingo, Hidalgo, 5 de febrero de 1915 - Ciudad de México, 25 de mayo de 2010) fue un historietista creador de la serie de historietas La familia Burrón, una de las referencias más importantes de este arte dentro de la cultura popular de México.

## Biografía
El 5 de febrero de 1915, nace en la ciudad de Tulancingo, Hidalgo, el famoso historietista mexicano Gabriel Vargas, destacado dibujante desde temprana edad. En 1930 obtuvo el segundo premio en un concurso internacional de dibujo celebrado en Osaka (Japón). El entonces director de Cultura del Instituto Nacional de Bellas Artes, Alfonso Pruneda, le ofreció una beca para estudiar dibujo en París, pero la declinó para trabajar como ilustrador en el periódico Excélsior. Con 17 años, ya era jefe del Departamento de Dibujo.
Tras morir su primera mujer, con quien procreó dos hijos, se casó en 1976 con la periodista Guadalupe Appendini.
En 1980 sufrió una embolia por trabajar más de 20 horas al día, pero siguió dibujando. Finalmente, murió el 25 de mayo de 2010.

## Historietas
- La Familia Burrón (1948-2009).
- La vida de Cristo.
- Sherlock Juan.
- Pancho López.
- El gran Putin.
- Los Chiflados.
- Los del Doce.
- Sopa de perico.
- El Chango Del Fori.

## Premios y reconocimientos
- En 1983 Gabriel Vargas obtuvo el Premio Nacional de Periodismo de México en caricatura, por su trabajo realizado en la Editorial Panamericana.[9]
- Recibió en el 2003 el Premio Nacional de Ciencias y Artes en el área de Artes y Tradiciones Populares.[10]
- El 21 de noviembre de 2007, recibió un reconocimiento por parte del gobierno de la Ciudad de México como ciudadano distinguido.

## Legado
La Familia Burrón fue una revista en tamaño media carta, que se publicó desde 1948 y se dejó de editar en el número 1616, correspondiente al 26 de agosto de 2009. Una antología impresa por la Editorial Porrúa y seleccionada por el autor se publica actualmente. La colección completa se exhibe en un museo de Florencia, Italia; además, coadyuva con la cátedra sobre la sociedad mexicana que se imparte en la Universidad de la Sorbona, en París.
El Museo del Estanquillo (de Carlos Monsiváis), en la Ciudad de México, dedica también una sala a La Familia Burrón, su serie más famosa.
De igual manera, en la calle de Regina, ubicada en el centro histórico de la Ciudad de México, en 2010, se pintó un mural con los Burrón, como tributo a Vargas, a Frida Kahlo, a Carlos Monsiváis y a otros personajes, denominado Sueño de una tarde de domingo en el Callejón del Cuajo. En septiembre de 2013 fue vandalizado por grafiteros, pero fue posible su completa restauración. Es una referencia a la obra de Diego Rivera llamada Sueño de una tarde dominical en la Alameda Central.